# Келлия (монашеская община)
Келлия (от др.-греч. κελλίον, кельи) — одна из трёх крупнейших общин египетских монахов — пустынников в регионе Вади-Натрун наряду с Нитрией (40 км от Александрии) и Скитисом. Она была основана около 338 года нитрийским монахом Аммоном. Желая большего уединения, он покинул свой перенаселённый монастырь и основал новую общину на 20 км южнее. Достигнув расцвета в V веке, община пришла в упадок после арабского завоевания Египта в середине VII века. К XI веку Келлии были заброшены, и в XV веке информация об их расположении была утрачена. В 1937 году Келлии были обнаружены, и с 1964 года там ведутся раскопки.

## История
Согласно Apophthegmata Patrum, Аммон был монахом в киновии Антония Великого. Однажды он сообщил своему учителю, что он и некоторые другие монахи хотели бы жить в большем уединении, поскольку в Нитрии стало слишком много народа по сравнению с прежним временем. В ответ на это Антоний посоветовал ему сначала пообедать. Затем они вдвоём отправились в пустыню и шли до заката. На том месте, где они остановились, они помолились и поставили крест, чтобы отметить место нового монастыря, которое было в 12 милях от киновии Антония.
Во время своего посещения Египта в середине 390-х годов Келии посетил Руфин Аквилейский. В греческой версии написанной после этого события «Истории монахов Египта» Келлия и Нитрия не различаются, однако в латинском варианте это различие подчёркивается. Согласно Руфину, Келлия находится «во внутренней пустыне» (лат. in deserto interiore), и кельи там расположены на таком расстоянии друг от друга, что один монах не может слышать голоса другого. Перед тем как поселиться в Келлиях, монахи должны были изучить основы жизни в пустыни в Нитрии. Как и там, келлийские монахи собирались вместе по субботам и воскресеньям. Из всего увиденного Руфина более поразила «осязаемая тишина» этого места (лат. silentium ingens et quies magna).
Примерно тогда же в Келлиях жил будущий епископ Палладий Еленопольский. По его рассказу, в Келлиях жило примерно 600 монахов. Общину возглавлял монах-священник, которому помогал совет старейшин. В первые три года жизни Палладия в общине её возглавлял известный аскет Макарий Александрийский (ум. ок 393). Во времена Палладия община представляла уже не единую колонию отшельников, а объединение групп монахов, каждая во главе со своим аввой. В ходе первого оригенистского спора конца IV — начала V века келлийские монахи приняли сторону оригенистов, и против них в начале 400 года предпринял дисциплинарные меры патриарх Феофил. Часть монахов была отправлена в изгнание, но потом им было разрешено вернуться. В это время в Келиях была только одна церковь. Однако, как сообщается в одной из апофегм, когда споры о решениях Халкидонского собора (451) вызвали разногласия среди монахов, возникла потребность в новой церкви, чтобы халкидониты и анти-халкилдониты могли молиться раздельно. Та же апофегма сообщает, что кельи тогда начали группироваться в монастыри, и наиболее удалённые из них опустели.
О Келлиях в VII веке известно из «Книги об освящении святилища Вениамина», написанной по поводу посещения патриархом Вениамином I (622—661) Вади-Натруна зимой 645/6 года. Во время своего путешествия патриарх на два дня остановился в Келлиях. Из сопоставления арабской и коптской версии этого текста известно арабское название Келлий — аль-Муна. Из арабского текста «Истории александрийских патриархов» известно, что Вениамин был в аль-Муне в 631 году, когда скрывался от мелькитского патриарха Кира. Тот же источник сообщает, что при Вениамине были восстановлены монастыри Вади-Натруна и аль-Муны, которые были разрушены при неизвестных обстоятельствах при патриархах Дамиане (569—605) и его преемнике Анастасии (605—616).

## Археологические исследования
В начале XX века исследования по раннехристианской археологии Египта проводились под эгидой Метрополитен-музея. В 1909 и 1911 годах музей направил фотографа Уильяма Палмер-Джонса (William J. Palmer-Jones) для фиксации монастырей Вади-Натруна. Из-за Первой мировой войны публикация материалов Палмер-Джонса была отложена, а затем музей поручил Хью Ивлин-Уайту написать к ним текстовое сопровождение. Будучи весьма заинтересованным в изучении раннего монашества, Ивлин-Уайт предпринял в 1926—1933 годах несколько путешествий в Нитрию, после чего высказал предположение относительно местоположения Келлий. В 1932 году египетский принц Омар Туссун ошибочно решил, что им найдены развалины Келлий в северо-западной части Вади-Натруна. Идентификация, предложенная А. Ф. де Кассоном (A. F. C. de Casson), в 1937 году была подтверждена в 1964 году А. Гийомоном. Таким образом, согласно современным представлениям, Келлии располагались на границе Ливийской пустыни в 18 км от современной деревни аль-Барнуджи, находящейся на месте Нитрии.
Археологический памятник занимает площадь 49 кв. миль. Его существованию в то время угрожали планы египетского правительства по развитию ирригации, а в 1977 году было принято решение о прокладке через него железной дороги. В связи с этим с середины 1960-х по середину 1980-х было организовано несколько археологических экспедиций. Две команды археологов, из Франции и Швейцарии, пытались быстро, но аккуратно выявить и спасти всё, что возможно. В результате было обнаружено множество ценных находок, проливающих свет на жизнь проживавших там в IV—VII веках монахов. В период с 1964 по 2005 было выявлено около 1500 монашеских построек.